# Bathyzetes umbrella
Bathyzetes umbrella is een zeespin uit de familie Ascorhynchidae. De soort behoort tot het geslacht Bathyzetes. Bathyzetes umbrella werd in 2004 voor het eerst wetenschappelijk beschreven door Bamber. 